# قشر غده فوق کلیوی
قشر غده فوق کلیوی (انگلیسی: Adrenal cortex) یکی از دو بخش اصلی در غده فوق کلیوی است که در قسمت محیطی (قشری) غده قرار گرفته است. بخش قشری غده فوق کلیه از طریق تولید مینرالوکورتیکوئید و گلوکوکورتیکوئید به شرایط استرس‌زا پاسخ می‌دهد؛ که به ترتیب می‌توان برای آن‌ها آلدوسترون و کورتیزول را مثال زد. قشر فوق کلیه همچنین به عنوان دومین بخش سازنده‌ی آندروژنها شناخته می‌شود. 